# 奈良県道50号大和高田桜井線
奈良県道50号 大和高田桜井線（ならけんどう50ごう やまとたかださくらいせん）は、奈良県大和高田市から同県桜井市に至る主要地方道に指定された県道である。

## 概要
その名前から国道165号の迂回路ともとれるが、その機能は果たしていない。

### 路線データ
- 起点：大和高田市[1]（三和町交差点、国道165号交点）
- 終点：桜井市[1]（奈良県道38号桜井都祁線交点）
- 重要な経過地：磯城郡田原本町[1]

## 歴史
- 1993年（平成5年）5月11日 - 建設省が県道小夫田原本線、県道大和高田田原本線を大和高田桜井線として主要地方道に指定[2]。
- 1994年（平成6年）4月1日 - 奈良県が大和高田桜井線として県道路線認定[1]。

## 路線状況

### 重複区間
- 奈良県道105号中和幹線（大和高田市松塚 - 橿原市土橋町）
- 国道24号（橿原市土橋町 - 磯城郡田原本町矢部）
- 国道24号（磯城郡田原本町千代南 - 磯城郡田原本町阪手）
- 国道169号（桜井市箸中 - 桜井市巻野内）

## 地理

### 通過する自治体
- 奈良県
  - 大和高田市 - 橿原市 - 磯城郡田原本町 - 天理市 - 桜井市

### 交差する道路
| 交差する道路                                      | 交差する場所 | 交差する場所 | 交差する場所 | 交差する場所 | 備考                                                   |
| ------------------------------------------------- | ------------ | ------------ | ------------ | ------------ | ------------------------------------------------------ |
| 国道165号                                         | 奈良県       | 大和高田市   | 大和高田市   | 三和町       |                                                        |
| 奈良県道105号中和幹線 奈良県道277号大和高田広陵線 | 奈良県       | 大和高田市   | 大和高田市   | （松塚）     | ※ここから橿原市土橋町南まで奈良県道105号中和幹線と重複 |
| 国道24号 橿原バイパス 奈良県道105号中和幹線       | 奈良県       | 橿原市       | 橿原市       | 土橋町南     | ※ここから満田南まで国道24号と重複                      |
| 国道24号 橿原バイパス                             | 奈良県       | 磯城郡       | 田原本町     | 満田南       |                                                        |
| 国道24号                                          | 奈良県       | 磯城郡       | 田原本町     | 千代南       | ※ここから磯城郡田原本町阪手まで国道24号と重複          |
| 奈良県道14号桜井田原本王寺線                      | 奈良県       | 磯城郡       | 田原本町     | 千代北       |                                                        |
| 国道24号                                          | 奈良県       | 磯城郡       | 田原本町     | 阪手         |                                                        |
| 国道169号                                         | 奈良県       | 桜井市       | 桜井市       | 箸中         | ※ここから桜井市巻野内まで国道169号と重複               |
| 国道169号                                         | 奈良県       | 桜井市       | 桜井市       | 巻野内       |                                                        |
| 奈良県道247号笠天理線                             | 奈良県       | 桜井市       | 桜井市       | （笠）       |                                                        |
| 奈良県道38号桜井都祁線                            | 奈良県       | 桜井市       | 桜井市       | （修理枝）   |                                                        |

※ 交差する場所の括弧書きは地名、それ以外は交差点名で表示